# Katharina Rothärmel
Katharina Rothärmel (* 16. Juli 1939 in Berlin; † 17. August 2020) war eine deutsche Schauspielerin, Hörspielsprecherin und Autorin.

## Leben
Katharina Rothärmel wurde 1939 als Tochter des Architekten Erich Rothärmel und Else Rothärmel geb. Pundschus in Berlin-Charlottenburg geboren. In Ost-Berlin lebend, besuchte sie in West-Berlin die Kirchhoff-Schauspielschule. Durch den Bau der Berliner Mauer bekam sie ihr Schauspieldiplom vom Ministerium für Kultur der DDR. Anschließend hatte sie mehrere Engagements an verschiedenen Theatern der DDR, so am Elbe-Elster-Theater in Lutherstadt Wittenberg, am Deutschen Theater Berlin und am Berliner Ensemble. Neben ihren Theaterarbeiten war ab 1972 freiberuflich auch für den Film und das Fernsehen vor der Kamera tätig. Für den Rundfunk wirkte sie Sprecherin in mehreren Hörspielen mit.
1979 wurde mit Ich war die Neuberin Katharina Rothärmels erstes Hörspiel im Rundfunk der DDR gesendet, dem noch mehrere folgten, als freie Autorin schrieb sie einige Erzählungen.
Katharina Rothärmel wohnte in Berlin und fand ihre letzte Ruhestätte auf dem Friedhof I der Georgen-Parochialgemeinde in Berlin-Prenzlauer Berg, Greifswalder Straße 229.

## Filmografie
- 1972: Der Staatsanwalt hat das Wort: Vaterschaft anerkannt (Fernsehreihe)
- 1973: Zement
- 1973: Polizeiruf 110: Freitag gegen Mitternacht (Fernsehreihe)
- 1974: Visa für Ocantros (Fernsehzweiteiler)
- 1976: Das Licht auf dem Galgen
- 1976: Philipp, der Kleine
- 1977: Wer reißt denn gleich vor’m Teufel aus
- 1977: Polizeiruf 110: Des Alleinseins müde
- 1977: Der Hasenhüter
- 1978: Sabine Wulff
- 1978: Spuk unterm Riesenrad (Fernsehserie, 1 Episode)
- 1980: Die Schmuggler von Rajgrod
- 1980: Gevatter Tod (Fernsehfilm)
- 1980: Die Verlobte
- 1980: Don Juan – Karl-Liebknecht-Str. 78
- 1981: Adel im Untergang (Fernsehzweiteiler)
- 1982: Wenn’s donnert, blüht der Gummibaum (Fernsehfilm)
- 1983: Spuk im Hochhaus (Fernsehserie, 1 Episode)
- 1983: Märkische Chronik (Fernsehserie, 1 Episode)
- 1984: Der Lude
- 1985: Polizeiruf 110: Laß mich nicht im Stich
- 1985: Besuch bei van Gogh
- 1987: Spuk von draußen (Fernsehserie, 2 Episoden)
- 1988: Spuk von draußen (Fernsehserie, 3 Episoden)
- 1991: Farßmann oder Zu Fuß in die Sackgasse

## Theater
- 1963: Guilherme Figueiredo: Der Fuchs und die Trauben – Regie: Bärbel Retemeyer (Elbe-Elster-Theater Lutherstadt Wittenberg)
- 1964: Arthur Fauquez: Ambrosio tötet die Zeit – Regie: Hans-Jürgen Bloch (Elbe-Elster-Theater Lutherstadt Wittenberg)
- 1970: Georg Büchner: Woyzeck (Magd) – Regie: Helmut Nitzschke (Berliner Ensemble)
- 1980: Federico García Lorca: Bernarda Albas Haus – Regie: Piet Drescher (Deutsches Theater Berlin)

## Hörspiel

### Sprecherin
- 1973: Helga Lappe: Das Schmuckstück oder Der kurze Weg (Ella, eine Genossin) – Regie: Fritz Göhler (Kurzhörspiel – Rundfunk der DDR)
- 1974: Herbert Fischer: Autofahrt – Regie: Fritz Göhler (Hörspiel – Rundfunk der DDR)
- 1974: Lia Pirskawetz: Vox humana (Erzieherin) – Regie: Gerhard Respondek (Hörspiel – Rundfunk der DDR)
- 1974: Brigitte Gotthardt: Treffpunkt Cafe Corso (Ärztin) – Regie: Joachim Gürtner (Hörspielreihe: Neumann, zweimal klingeln – Rundfunk der DDR)
- 1975: Horst Berensmeier: Jana macht das schon – Regie: Werner Grunow (Hörspiel – Rundfunk der DDR)
- 1975: Karl Neumann: Ulrike (Fräulein Löffler) – Regie: Manfred Täubert (Kinderhörspiel – Rundfunk der DDR)
- 1976: Ulrich Waldner: Andras (Lehrerin) – Regie: Joachim Gürtner (Hörspielreihe: Neumann, zweimal klingeln – Rundfunk der DDR)
- 1976: Linda Teßmer: Kennzeichen: Rosa Nelke – Regie: Fritz Göhler (Hörspiel – Rundfunk der DDR)
- 1976: Erich Schlossarek: Der Tadel (Rita Peschke) – Regie: Fritz Göhler (Hörspiel – Rundfunk der DDR)
- 1977: Horst Ulrich Wendler: Dieser Ärger mit Geschenken (Kollegin) – Regie: Joachim Gürtner (Hörspielreihe: Neumann, zweimal klingeln – Rundfunk der DDR)
- 1977: Maksud Ibragimbekow: Nachts, als der Löwe kam (Saschkas Mutter) – Regie: Detlef Kurzweg (Hörspiel – Rundfunk der DDR)
- 1977: Gerhard Jäckel: Suche nach Holger – Regie: Joachim Gürtner (Hörspielreihe: Neumann, zweimal klingeln – Rundfunk der DDR)
- 1977: Susanne Günther: Das – was bleibt (Frau) – Regie: Fritz Göhler (Hörspiel – Rundfunk der DDR)
- 1978: Helmut Bez: Jutta oder Die Kinder von Damutz (Elvira) – Regie: Fritz Göhler (Hörspiel – Rundfunk der DDR)
- 1978: Mircea Sântimbreanu/Traditional: Der Zauberkrug (Müllerin) – Regie: Edith Schorn (Kinderhörspiel – Rundfunk der DDR)
- 1978: Ede Tarbay: Wärmebringer (Müllerin) – Regie: János Csajági (Kinderhörspiel – Rundfunk der DDR)
- 1978: Inge Trikkel: Die Welt in ihren verschiedenen Farben (Lehrerin) – Regie: Edith Schorn (Hörspiel – Rundfunk der DDR)
- 1979: Brigitte Hähnel: Wappen oder Zahl – Regie: Barbara Plensat (Hörspiel – Rundfunk der DDR)
- 1981: István Csurka: Wie scharf sind die Waffen der Logik (Mutter) – Regie: Helmut Hellstorff (Kurzhörspiel – Rundfunk der DDR)
- 1982: Helmut Bez: In ihrem Sinne  – Regie: Fritz Göhler (Hörspiel – Rundfunk der DDR)
- 1984: Günter Weisenborn: Klopfzeichen – Regie: Fritz Göhler (Hörspiel – Rundfunk der DDR)
- 1986: Hans Bräunlich: Unfreiwilliges Wiedersehen (Dame) – Regie: Fritz Göhler (Kurzhörspiel aus der Reihe Waldstraße Nummer 7 – Rundfunk der DDR)
- 1987: Jürgen Frenzel: Krawattenclub (Chefin) – Regie: Fritz Göhler (Kurzhörspiel – Rundfunk der DDR)

### Autorin
- 1979: Ich war die Neuberin – Regie: Fritz Göhler (Hörspiel – Rundfunk der DDR)
- 1981: Julias Gesichter – Regie: Fritz Göhler (Hörspiel – Rundfunk der DDR)
- 1984: Blindgänger – Regie: Fritz Göhler (Hörspiel – Rundfunk der DDR)
- 1986: Im Fieber – Regie: Fritz Göhler (Hörspiel – Rundfunk der DDR)

## Werke
- Ist der Mensch ein Schwein oder EinStein? Hörspiele, Features und ein Dramolett. Nora-Verlag, 2003, ISBN 3-936735-20-4.
- Schattenspiele. trafo Literaturverlag, 2006, ISBN 3-89626-597-0.
- Die Trommlerin der Lützower. Eleonore Prochaska (1785–1813). trafo Literaturverlag, 2007, ISBN 978-3-89626-624-8.
- Mit Beate Klompmaker: Eleonore Prochaska (1785–1813): Die Trommlerin der Lützower. Erzählung und ein mediales Kunstprojekt. trafo Literaturverlag, 2011, ISBN 978-3-89626-973-7.
- Auf rauen Pfaden zu den Sternen. Erzählungen. trafo Literaturverlag 2013, ISBN 978-3-86465-031-4.
- Der Deutsche Einheitssalat: Szenische Rückblicke. 4 Stücke. trafo Literaturverlag (Reihe Szene – Raum – Spiel) 2014, ISBN 978-3-86465-054-3.